# Paracanoë aux Jeux paralympiques d'été de 2016
Navigation
Tokyo 2020
Les épreuves de Paracanoë des Jeux paralympiques d'été de 2016 ont lieu du  au 5 août 2016 au 17 août 2016 à Rio de Janeiro, plus précisément sur le Lagoa Rodrigo de Freitas, le même site que pour les épreuves olympiques de Canoë de course en ligne. 6 épreuves (3 masculine, 3 féminine) ont lieu avec 60 athlètes attendus pour y prendre part.
C'est la première fois que le canoë fait sont apparition alors que l'aviron handisport a été introduit en 2008. Le paracanoë est présent depuis les Championnats du monde de course en ligne de canoë-kayak de 2010. Toutes les disciplines s'effectuent sur un canoë monoplace.

## Classification
Le canoë aux Jeux paralympiques comporte trois catégories de classification, indiquant le degré de la capacité fonctionnelle d'un rameur à concourir à une épreuve.
Les trois catégories sont :
- KL1 (anciennement AS) : athlètes ne pouvant se servir ni de leurs jambes, ni de leur tronc, uniquement de leurs bras et épaules.
- KL2 (anciennement TA) : athlètes n'ayant pas l'usage de leurs jambes.
- KL3 (anciennement LTA) : signifie « jambes, tronc et bras » (legs, trunk and arms), et indique que l'athlète est capable d'utiliser toutes ces parties de son corps pour ce sport. Cette catégorie inclut divers handicaps moteurs et physiques. Les handicaps mentaux sont inclus dans cette catégorie. Les handicapés visuels doivent se bander les yeux.

Un rameur peut concourir dans une catégorie supérieure, mais pas à un niveau inférieur : les rameurs AS et TA peuvent participer à des événements LTA, mais un athlète LTA ne peut participer à une course TA.

## Résultats

### Podiums

#### Hommes
| Épreuve | Or                     | Argent              | Bronze                        |
| ------- | ---------------------- | ------------------- | ----------------------------- |
| KL1     | Jakub Tokarz (pl)      | Robert Suba (hu)    | Ian Marsden (en)              |
| KL2     | Curtis McGrath (en)    | Markus Swoboda (en) | Nick Beighton (en)            |
| KL3     | Serhii Yemelianov (uk) | Tom Kierey (de)     | Caio Ribeiro de Carvalho (pt) |

#### Femmes
| Épreuve | Or                   | Argent                  | Bronze            |
| ------- | -------------------- | ----------------------- | ----------------- |
| KL1     | Jeanette Chippington | Edina Müller            | Kamila Kubas (pl) |
| KL2     | Emma Wiggs (en)      | Nataliia Lagutenko (en) | Susan Seipel (en) |
| KL3     | Anne Dickins (en)    | Amanda Reynolds (en)    | Cindy Moreau      |

### Tableau des médailles
| Rang  | Nation          | Or | Argent | Bronze | Total |
| ----- | --------------- | -- | ------ | ------ | ----- |
| 1     | Grande-Bretagne | 3  | 0      | 2      | 5     |
| 2     | Australie       | 1  | 1      | 1      | 3     |
| 3     | Ukraine         | 1  | 1      | 0      | 2     |
| 4     | Pologne         | 1  | 0      | 1      | 2     |
| 5     | Allemagne       | 0  | 2      | 0      | 2     |
| 6     | Autriche        | 0  | 1      | 0      | 1     |
| 6     | Hongrie         | 0  | 1      | 0      | 1     |
| 8     | Brésil          | 0  | 0      | 0      | 1     |
| 8     | France          | 0  | 0      | 0      | 1     |
| Total | Total           | 6  | 6      | 6      | 18    |